# HNRNPCL4
HNRNPCL4 (англ. Heterogeneous nuclear ribonucleoprotein C-like 4) – білок, який кодується однойменним геном, розташованим у людей на 1-й хромосомі. Довжина поліпептидного ланцюга білка становить 293 амінокислот, а молекулярна маса — 32 029.
| 10         |  | 20         |  | 30         |  | 40         |  | 50         |
| ---------- |  | ---------- |  | ---------- |  | ---------- |  | ---------- |
| MASNVTNKMD |  | PHSMNSRVFI |  | GNLNTLVVKK |  | SDVEAIFSKY |  | GKIAGCSVHK |
| GFAFVQYDKE |  | KNARAAVAGE |  | DGRMIASQVV |  | DINLAAEPKV |  | NRGNAGVKRS |
| AAEMYGSSFD |  | LDYNLQRDYY |  | GGMYSFPARV |  | PPPPPIALAV |  | VPSKRQRISG |
| NTSRRGKSGF |  | NSKSGKRGSS |  | KSGKLKGDDL |  | QAIKQELTQI |  | KQKVDSLLEN |
| LEKIEKEHCK |  | QGVEVKNAKS |  | EEEQTSSSSK |  | KDKTHVKMES |  | EGGADDSVEE |
| GDLLCDDDNE |  | DQGDNQLELI |  | KDDEKGAEEG |  | EDDRDRANGQ |  | DDS        |

A: Аланін

C: Цистеїн

D: Аспарагінова кислота

E: Глутамінова кислота

F: Фенілаланін

G: Гліцин

H: Гістидин

I: Ізолейцин

K: Лізин

L: Лейцин

M: Метіонін

N: Аспарагін

P: Пролін

Q: Глутамін

R: Аргінін

S: Серин

T: Треонін

V: Валін

Білок має сайт для зв'язування з РНК. 
Локалізований у ядрі.